# La dominatrice del destino
La dominatrice del destino (With a Song in My Heart) è un film del 1952 diretto da Walter Lang.
La storia si basa sulla biografia della cantante e attrice Jane Froman, che fu consulente tecnica del film.

## Trama
Jane Froman, una cantante, riesce a raggiungere il successo grazie ai consigli di un musicista, Don, che poi, sposa. Don, benché l'ami, si sente ferito dall'evidente superiorità artistica della moglie e la loro unione entra in crisi. Durante la seconda guerra mondiale, la donna, in viaggio per l'Inghilterra nel febbraio 1943, per raggiungere i reparti americani per i quali tenere una serie di spettacoli, si salva a stento da un incidente aereo insieme al pilota. I due si innamorano, tuttavia la cantante, per onestà, si riunisce al marito. Questi la lascerà libera di scegliere.

## Produzione
Il film fu prodotto dalla Twentieth Century Fox Film Corporation. Chiamata a scegliere fra Susan Hayward e Jeanne Crain, inizialmente designata come protagonista del film, l'attrice che avrebbe dovuto impersonarla sullo schermo, la cantante Jane Froman espresse la propria preferenza per Susan Hayward che, a suo avviso, le somigliava in qualche misura fisicamente, permettendole così di aggiudicarsi la sua terza candidatura al Premio Oscar come miglior attrice protagonista.

## Distribuzione
Distribuito dalla Twentieth Century Fox Film Corporation, il film uscì nelle sale cinematografiche USA il 4 aprile 1952 con il titolo originale With a Song in My Heart.

## Riconoscimenti
- 1953 - Premio Oscar
  - Miglior colonna sonora a Alfred Newman
  - Candidatura Miglior attrice protagonista a Susan Hayward
  - Candidatura Miglior attrice non protagonista a Thelma Ritter
  - Candidatura Migliori costumi a Charles Le Maire
  - Candidatura Miglior sonoro a Thomas T. Moulton
- 1953 - Golden Globe
  - Miglior film commedia o musicale
  - Miglior attrice in un film commedia o musicale a Susan Hayward